# 相撲競技監察委員会
相撲競技監察委員会（すもうきょうぎかんさついいんかい）、通称監察委員会とは、大相撲の本場所における故意による無気力相撲を防止し、監察、懲罰することを目的として設置されている日本相撲協会（以下、「協会」と略す）内の部署である。

## 概要
大相撲では度々、対戦の際に一方がわざと力を抜き、相手が有利になるように仕向けられた取組が見られた。1970年頃よりこれに対する批判が強くなり、1970年1月場所後の横綱審議委員会では委員長の舟橋聖一が千秋楽の北の富士-玉乃島戦を念頭に「疑惑を招くような相撲を絶滅して欲しい」「最近相撲ファンから苦情の手紙がきた。ファンの疑惑を招くようでは困るし、善処するように」と協会に強く申し入れた。これに対し協会理事長の武蔵川（元幕内・出羽ノ花）は3日後の理事会において今後の対策を審判部と指導普及部が中心となって検討すると表明した。1971年7月場所11日目の大麒麟-琴櫻戦は「八百長ではないか」とファンから非難が集中し、武蔵川は記者クラブからの質問に「ファンの疑惑を招いたことは申訳ない」と遺憾の意を表明し、武蔵川の意向を受けた審判部は緊急審判部会を開き、両力士に対し「今後このようなことがないよう」厳重に警告した。
世間からの批判の高まりを受け1971年12月1日には国会でも「公然と金銭を代償に八百長が行われておる」とこの問題が取り上げられるにいたると、同年12月4日に協会は臨時理事会を開き、「無気力相撲」を防止するための対策のひとつとして「故意による無気力相撲懲罰規定」を制定し、1972年1月場所より施行することとした。監察委員会は同規定第2条に基づき設置された。監察委の初代メンバーは武蔵川の指名により委員長の花籠（元幕内・大ノ海）、副委員長の伊勢ノ海（元幕内・柏戸）、委員の二子山（元横綱・若乃花）、三保ヶ関（元大関・増位山）、高島（元大関・三根山）、武隈（元関脇・北の洋）が選ばれた。
主な職務は詰所にあたる監察室から実際に競技を観戦し、無気力相撲がないか確認することと、支度部屋や通路を監視して無気力相撲の申し合わせ等が行われていないか確認することである。また場所中は毎日審判部との合同会議を行い、故意による無気力相撲がなかったかどうかを話し合っている。故意による無気力相撲が認められた場合、監察委はその旨を理事長に報告し、理事会によって懲罰の可否やその内容が決められる（故意による無気力相撲懲罰規定第4条、5条）。また懲罰を受けた力士の師匠は連帯してその責任を負うものとする（故意による無気力相撲懲罰規定第7条）。聴聞等の手続きは定められてなく、「疑わしきは罰す」として力士側には弁明の余地はない制度設計となっている。
故意による無気力相撲の定義は、2007年に当時の協会理事長・北の湖が「怪我や病気をしたままで場所に出ること」としているが、2011年の大相撲八百長問題に関して、当時の放駒理事長（元大関・魁傑）は「八百長」と「故意による無気力相撲」は同じであるとの見解を示している。なお、協会は八百長の単語を公式に使用することは滅多になく、八百長の概念すら認めていない。
構成員は全て現役の年寄から5名ほど選任され、委員長は協会の理事が務める。

## 構成員
2025年8月1日現在
| 役職       | 年寄名   | 最高位・四股名 | 所属部屋     | 備考 |
| ---------- | -------- | -------------- | ------------ | ---- |
| 監察委員長 | 勝ノ浦   | 前2・起利錦    | 伊勢ノ海部屋 | 理事 |
| 監察委員   | 山響     | 前1・巌雄      | 山響部屋     | 委員 |
| 監察委員   | 大嶽     | 十4・大竜      | 大嶽部屋     | 委員 |
| 監察委員   | 山分     | 前1・武雄山    | 藤島部屋     | 委員 |
| 監察委員   | 武蔵川   | 横綱・武蔵丸   | 武蔵川部屋   | 委員 |
| 監察委員   | 田子ノ浦 | 前8・隆の鶴    | 田子ノ浦部屋 | 委員 |
| 監察委員会 | 宮城野   | 横綱・旭富士   | 伊勢ヶ濱部屋 | 参与 |

2011年の大相撲八百長問題では、監察委員会が八百長のあったとされる取組を一切摘発できていなかったことも判明し、問題となった。これを受けて協会は監察委員を大量増員したが、増員した中には八百長で処分された師匠も含まれていた。このほか、15代武蔵川（元武蔵丸）は自身が無気力相撲を摘発された経験を持つ。

## 実際に処分された者
監察委設置翌年である1972年3月場所では、12日目の琴櫻-前の山戦について、両力士の師匠に「再びこのような相撲をとらないよう監督せよ」と注意したのが、監察委が無気力相撲を認定した初のケースである。前の山の師匠である高砂親方（元横綱・朝潮）は事態を重く見て翌日から前の山を休場させ、角番だった前の山は大関から陥落した。一方、琴櫻は出場を続け、14日目には弟弟子の長谷川を「援護射撃」する白星を挙げ、長谷川はこの場所優勝を果たす。この監察委の対応については、「罰則の対象にならない最も軽い注意にとどめ、あとの処置を両大関の師匠にゲタをあずけた。その結果が、一方が休場、一方はそのままという妙なことになってしまった。」「高砂親方は今場所、審判部長に就任した。かんぐれば土俵を預かる最高責任者としての立場から自分の弟子にツメ腹を切らせたともいえる。いつも泣かされるのは力士だけなのだろうか。」と批判されている。
その後20年近く無気力相撲が認定された事例はなかったが、1991年9月5日の理事会において、任期満了が迫っていた二子山理事長（第45代横綱・若乃花）は、掲げてきたテーマ「土俵の充実」に則り、無気力相撲を行った者には除名を筆頭に解雇、引退勧告などの非常に重い処分を課すと表明し、翌日に二子山は全力士・年寄にこのことを伝達した。このうち引退勧告については、従わなかった場合に解雇処分とすることも可能である。
監察委発足以来、無気力相撲が認定された事例は断続的に発生してきたが、監察委として処分が下った力士は1人もおらず、処分に当たらない「厳重注意」「注意」がいるのみである。2011年に入って発覚した大相撲八百長問題では監察委員会は機能せず、無気力相撲の認定は外部機関である特別調査委員会が行い、処分は特別調査委員会の素案通りに理事会が行った。
- 特別調査委員会の調査による処分者については、大相撲八百長問題#処分を受けた者、もしくは八百長に関与していた者を参照。

| 処分日         | 四股名   | 所属部屋 | 番付       | 勝敗 | 処分内容 | 備考 |
| -------------- | -------- | -------- | ---------- | ---- | -------- | --- |
| 1972年3月24日  | 琴櫻     | 佐渡ヶ嶽 | 東大関     | 負   | 厳重注意 | 1972年3月場所12日目の両者の取組を無気力相撲と認定                                                          |
| 1972年3月24日  | 前の山   | 高砂     | 東張出大関 | 勝   | 厳重注意 | 1972年3月場所12日目の両者の取組を無気力相撲と認定                                                          |
| 1992年1月30日  | 琴の若   | 佐渡ヶ嶽 | 西前頭9    | 勝   | 厳重注意 | 1992年1月場所9日目の両者の取組を無気力相撲と認定                                                           |
| 1992年1月30日  | 巴富士   | 九重     | 東前頭12   | 負   | 厳重注意 | 1992年1月場所9日目の両者の取組を無気力相撲と認定                                                           |
| 1992年1月30日  | 時津洋   | 時津風   | 東十両6    | 負   | 厳重注意 | 1992年1月場所14日目の両者の取組を無気力相撲と認定                                                          |
| 1992年1月30日  | 日立龍   | 押尾川   | 東十両8    | 勝   | 厳重注意 | 1992年1月場所14日目の両者の取組を無気力相撲と認定                                                          |
| 1992年3月14日  | 武蔵丸   | 武蔵川   | 西前頭1    | 負   | 厳重注意 | 1992年3月場所6日目の小錦戦を無気力相撲と認定                                                               |
| 1992年5月28日  | 三杉里   | 二子山   | 東前頭1    | 勝   | 厳重注意 | 1992年5月場所13日目の両者の取組を無気力相撲と認定 三杉里はこの場所敢闘賞を受賞                             |
| 1992年5月28日  | 巴富士   | 九重     | 西前頭1    | 負   | 厳重注意 | 1992年5月場所13日目の両者の取組を無気力相撲と認定 三杉里はこの場所敢闘賞を受賞                             |
| 1992年5月28日  | 琴富士   | 佐渡ヶ嶽 | 西前頭3    | 負   | 厳重注意 | 1992年5月場所14日目の両者の取組を無気力相撲と認定                                                          |
| 1992年5月28日  | 起利錦   | 鏡山     | 西前頭6    | 勝   | 厳重注意 | 1992年5月場所14日目の両者の取組を無気力相撲と認定                                                          |
| 1992年5月28日  | 佐賀昇   | 押尾川   | 東十両5    | 勝   | 厳重注意 | 1992年5月場所千秋楽の両者の取組を無気力相撲と認定                                                          |
| 1992年5月28日  | 旭豪山   | 大島     | 東十両12   | 負   | 厳重注意 | 1992年5月場所千秋楽の両者の取組を無気力相撲と認定                                                          |
| 1993年5月27日  | 琴ヶ梅   | 佐渡ヶ嶽 | 西十両8    | 負   | 注意     | 1993年5月場所8日目の両者の取組を無気力相撲と認定                                                           |
| 1993年5月27日  | 前進山   | 高田川   | 東十両11   | 勝   | 注意     | 1993年5月場所8日目の両者の取組を無気力相撲と認定                                                           |
| 2004年1月23日  | 増健     | 三保ヶ関 | 東十両9    | 勝   | 注意     | 2004年1月場所12日目の両者の取組を無気力相撲と認定                                                          |
| 2004年1月23日  | 濵錦     | 追手風   | 東十両13   | 負   | 注意     | 2004年1月場所12日目の両者の取組を無気力相撲と認定                                                          |
| 2008年11月17日 | 保志光   | 八角     | 東十両3    | 負   | 注意     | 2008年11月場所4日目の若天狼戦を無気力相撲と認定 しかし同日に「注意した事実はない」と監察委員長が発言を訂正 |
| 2009年5月29日  | 千代大海 | 九重     | 東大関     | 勝   | 注意     | 2009年5月場所千秋楽の両者の取組を無気力相撲と認定                                                          |
| 2009年5月29日  | 把瑠都   | 尾上     | 東関脇     | 負   | 注意     | 2009年5月場所千秋楽の両者の取組を無気力相撲と認定                                                          |

## 不祥事
- 2011年11月場所9日目、一般客として福岡国際センターを訪れていた元横綱・朝青龍が、関係者以外立入禁止とされている支度部屋に乱入。これを制止しなかったとして当日の支度部屋担当であった岩友親方（元幕内・栃勇）らが事情聴取された[22]。のちに岩友親方は口頭で注意された。
- 2012年1月場所中、監察委員の業務中であった高砂親方（元大関・朝潮）が監察室で漫画本を読み、日本相撲協会から注意された。[23]
- 2013年7月場所千秋楽、一般客として愛知県体育館を訪れていた元小結・露鵬が、関係者以外立入禁止とされている支度部屋に、部屋の後輩力士を激励するため当日の支度部屋担当だった出来山親方（元関脇・出羽の花）の許可を得て入ってしまった。最終的に出来山親方が注意をして露鵬は支度部屋を出たが、これを受けて北の湖理事長は監察委員会全体に再発防止の注意喚起を行った。[24][25]